# Staņislavs Lugailo
Staņislavs Lugailo (Letônia, 1 de janeiro de 1938 – 11 de abril de 2021) foi um voleibolista letão que competiu pela União Soviética.
Disputou os Jogos Olímpicos de 1964 pela Seleção Soviética, com a qual conquistou a medalha de ouro.
Lugailo morreu em 11 de abril de 2021.